# Babylon's Fall
Babylon's Fall — це рольова відеогра, розроблена «PlatinumGames» і видана «Square Enix». Гра вийшла 3 березня 2022 року для Microsoft Windows, PlayStation 4 і PlayStation 5. Гра отримала загалом негативні відгуки критиків. Square Enix оголосила, що сервера гри будуть закриті в лютому 2023 року.

## Ігровий процес
Babylon's Fall рольова гра в жанрі hack and slash, від третьої особи. Гравець керує Вартовим, який повинен піднятися на величезну вежу, відому як Зикурат. Гравці розпочинали в центрі, відомому як штаб-квартира Sentinel Force, де вони могли спілкуватися з іншими гравцями, відвідувати магазини чи ковальні, щоб придбати або оновити спорядження, а також отримати доступ до квестів. У кожному квесті можна грати одному, хоча гра також підтримувала кооперативну багатокористувацьку гру до чотирьох гравців. Гравці підіймаються на три-чотири поверхи в кожному квесті, поки не досягнуть вершини вежі. Дорогою гравці відкривають предмети, які можна використовувати для збільшення сили персонажів.
Кожен вартовий оснащений двома видами зброї. Однак гравець обладнаний пристроєм, відомим як «Труна Гедеона» англ. Gideon's Coffin. Труна дозволяє гравцям носити ще дві спектральні зброї. Їх можна використати доти, поки спектральна енергетична смужка не вичерпається, хоча з часом вона поступово поповнюватиметься. У грі представлено п'ять різних видів зброї серед них: меч, молот, лук, скіпетр і щит. Наприкінці кожного рівня гравці будуть нагороджені здобиччю та спорядженням. Якість спорядження залежить від результатів гравця на рівні. Гравці можуть досягти кращого результату, змінюючи стиль атаки, швидко знищуючи ворогів і ухиляючись від атак.

## Розробка
Babylon's Fall розробляла «PlatinumGames». За словами продюсера Дзюніті Ехари, команда хотіла розширити бойову систему Nier: Automata та поекспериментувати з мультиплеєром у Babylon's Fall. Візуальний художній стиль гри був натхненний класичними європейськими картинами маслом, а графіку було створено з використанням текстури, схожої на полотно. Гра також запозичила костюми та емоції з Final Fantasy XIV, ММО, створеної видавцем «Square Enix». Сценарист Кен'їті Івао порівняв головного героя з римськими гладіаторами. Перше закрите бета-тестування відбулося в липні 2021 року в Японії та в серпні 2021 року в Європі та Північній Америці. Бета-версія була прийнята тепло, гравці скаржилися на нерозбірливий візуальний стиль гри. Команда розробників оцінила відгуки гравців і відкоригувала графіку гри, щоб вона була менш розмитою та піксельною.
Розробка гри розпочалася у 2017 році, приблизно після випуску Nier: Automata. Гру було представлено на E3 2018 під час власної пресконференції Square Enix і спочатку планувалося випустити у 2019 році. Перший показ геймплею можна було побачити на презентації Sony State of Play у грудні 2019 року. Його знову показали на E3 2021, тепер позначеною як «гра як сервіс». Це означало, що гра мала підтримуватися безплатними оновленнями, новими режимами гри та вмістом після випуску. PlatinumGames відкрила нову студію в Токіо у 2020 році, щоб допомогти студії створювати онлайнові сервісні ігри. Розробники заявили, що гра завжди задумувалася як багатокористувацька з онлайн сервісом, і висловили жаль через те, що у деяких гравців склалося хибне враження, що це гра для одного гравця, оскільки попередні відео показували лише одиничні бої. Один із директорів гри, Такахіса Суґіяма, заявив, що створити онлайн гру було «набагато складніше, ніж ми думали», паралельно із впливом пандемії COVID-19 і випуском нового покоління консолей, ці чинники є основними причинами тривалої розробки.
Гра вийшла 3 березня 2022 року для Microsoft Windows, PlayStation 4 і PlayStation 5 із підтримкою кросплатформної гри. Гравці, які придбали видання Digital Deluxe, отримали доступ до гри 28 лютого 2022 року. 13 вересня 2022 року PlatinumGames і Square Enix оголосили, що сервера гри будуть закриті 23 лютого 2023 року.

## Рецензії
| Агрегатор  | Оцінка                 |
| ---------- | ---------------------- |
| Metacritic | ПК: 46/100 PS5: 41/100 |

| Видання                    | Оцінка |
| -------------------------- | ------ |
| Destructoid                | 5/10   |
| Hardcore Gamer             | 1.5/5  |
| IGN                        | 4/10   |
| Jeuxvideo.com              | 12/20  |
| PC Gamer (США)             | 45/100 |
| PC Games (Німеччина)       | 5/10   |
| Push Square                | [ 27 ] |
| Shacknews                  | 5/10   |
| The Games Machine (Італія) | 5.8/10 |
| Video Games Chronicle      | [ 30 ] |

Babylon's Fall отримав «загалом несприятливі» відгуки згідно з агрегатором рецензій Metacritic.
Destructoid сподобалась бойова система, він вихваляв «трунні комбо» та «гладкі» ухилення, але вважав, що фактична структура гри була нудною; «більшість викликів — це ті самі коридори, перемішані, й ті самі вороги, дещо змінені». Rock, Paper, Shotgun не сподобався ігровий процес, написавши, що вона була без потреби заплутаною; «Ви мчитеся коридорами та потрапляєте на дедалі складніші арени… Іноді на вашому шляху трапляються жовті кулі, які потрібно збирати, хоча мені не сказали, що вони роблять. Пройдіть арену, і гра дасть вам ранг, як-от „Камінь“, „Бронза“ або „Чиста платина“, що також приносить вам… нічого?»
У Steam гра досягла свого піка 5 березня, коли одночасно в неї грали 1 166 гравців, вже у травні 2022 року онлайн впав до одного. У Японії фізична версія Babylon's Fall для PlayStation 4 розійшлася тиражем у 2 885 копій протягом першого тижня після випуску, зайняла таким чином 24 місце у топі бестселерів цього тижня в країні. Версія для PlayStation 5 продалася у кількості 2 224 копій в країні протягом того ж тижня, зайняла вже 27 місце в топі бестселерів для PS5 в Японії протягом тижня.